# Ürömcincér
Az ürömcincér (Phytoecia nigricornis) a cincérfélék családjába tartozó, Eurázsiában honos, fészkesvirágzatú növényeken élő bogárfaj. 

## Megjelenése
Az ürömcincér testhossza 6-12 mm. Az előtor oldalai alig íveltek, a szárnyfedők oldalvonalai a vállaktól a végéig keskenyednek. Alapszíne fekete, felületét sűrű szürkésfehér vagy zöldessárga szőrök fedik. Lábai feketék, csak az elülső lábszár alsó oldala sárgás; esetleg az elülső lábszár teljesen vagy csak a tövén vöröses. A pajzsocska, az előtor középvonala (a zöldessárga változatnál két oldalsó vonal is) és a mell oldalai sűrűbben és világosabban szőrözöttek. A hímek elülső csípőin kicsi, a hátulsó csípőin erősebb fogacska található. A fej és az előtor háta sűrűn és durván pontozott, a szárnyfedők pontozása elöl szintén durva, de szórt, hátrafelé finomabb.

## Elterjedése és életmódja
Eurázsiában honos a Pireneusoktól Dél-Szibériáig. Magyarországon a sík- és dombvidékeken elterjedt, nem ritka faj. 
A meleg és száraz élőhelyeket kedveli, erdőszélek, erdőssztyeppek, útmenték, bolygatott élőhelyek lakója. Lárvája különféle fészkesvirágzatú kórók (gilisztaűző varádics, üröm, aranyvessző, krizantém) szárának alsó részében és gyökerében él. Fejlődése egy-két évig tart. Az imágó májustól júliusig rajzik, többnyire a tápnövényein tartózkodik. 

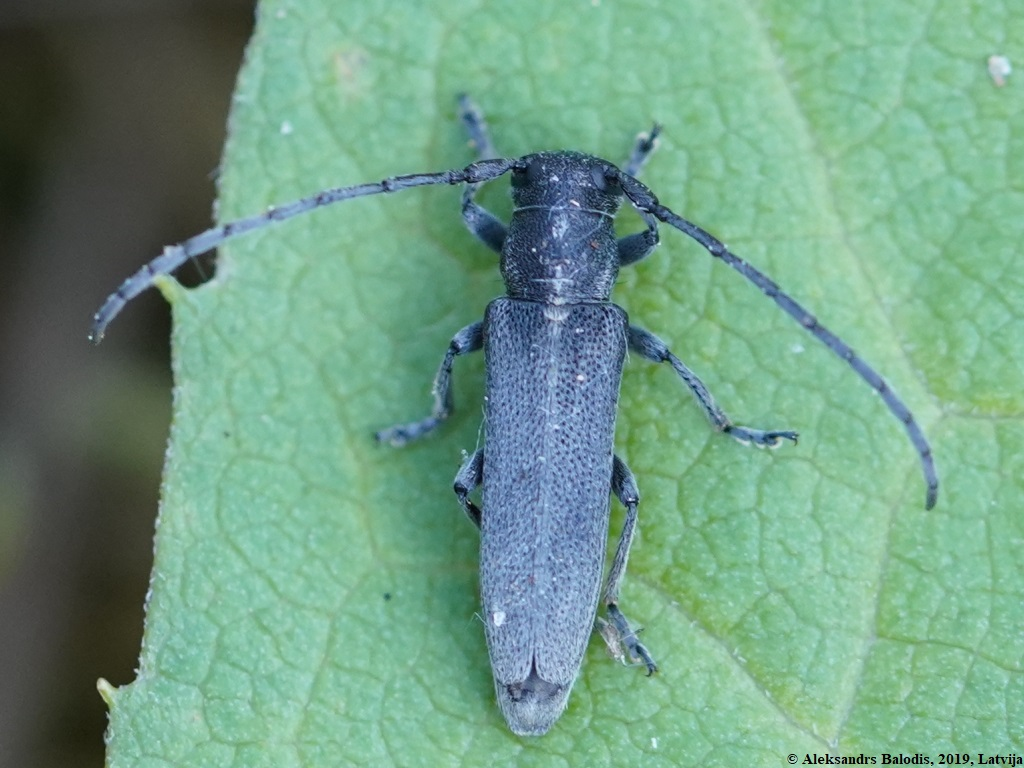
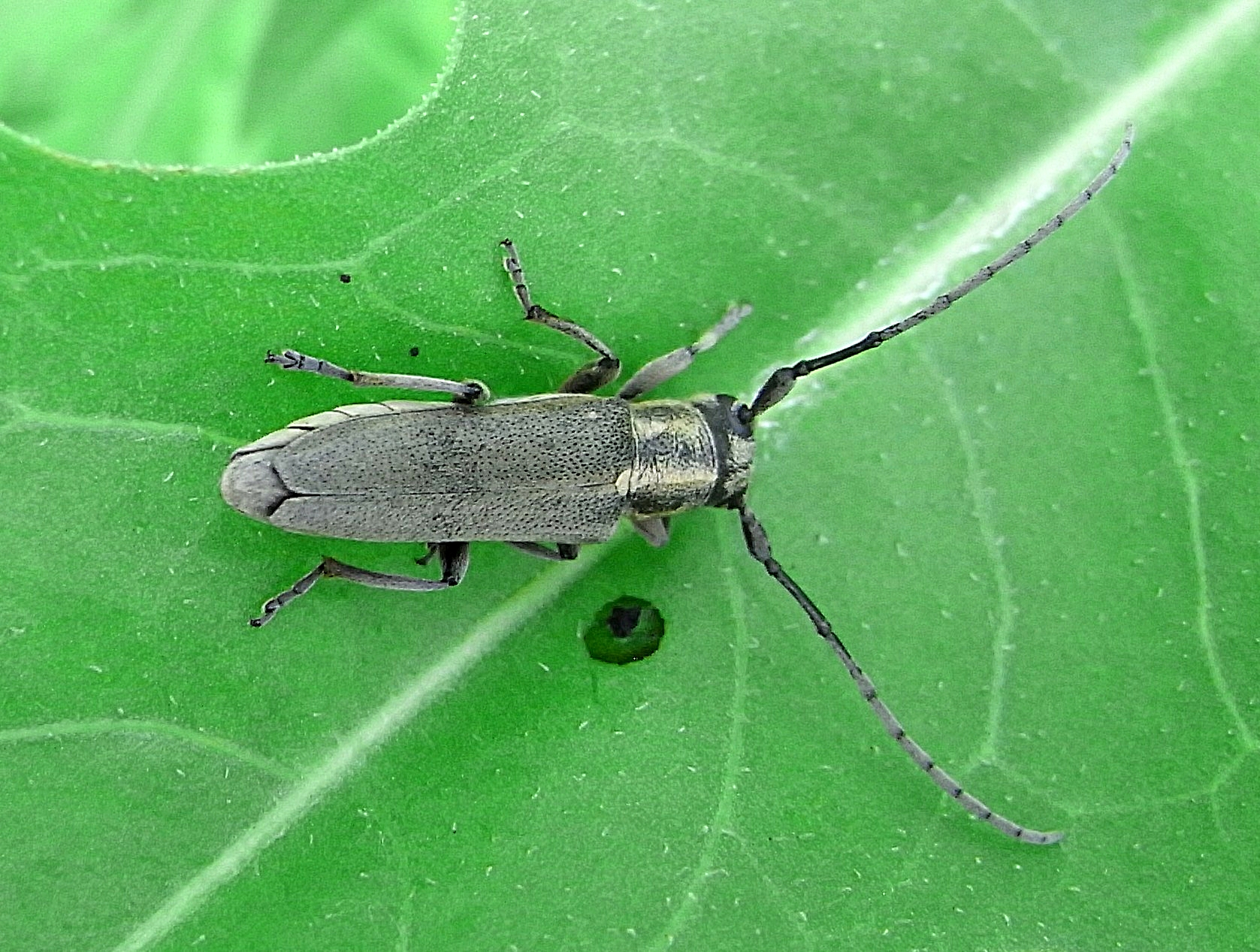
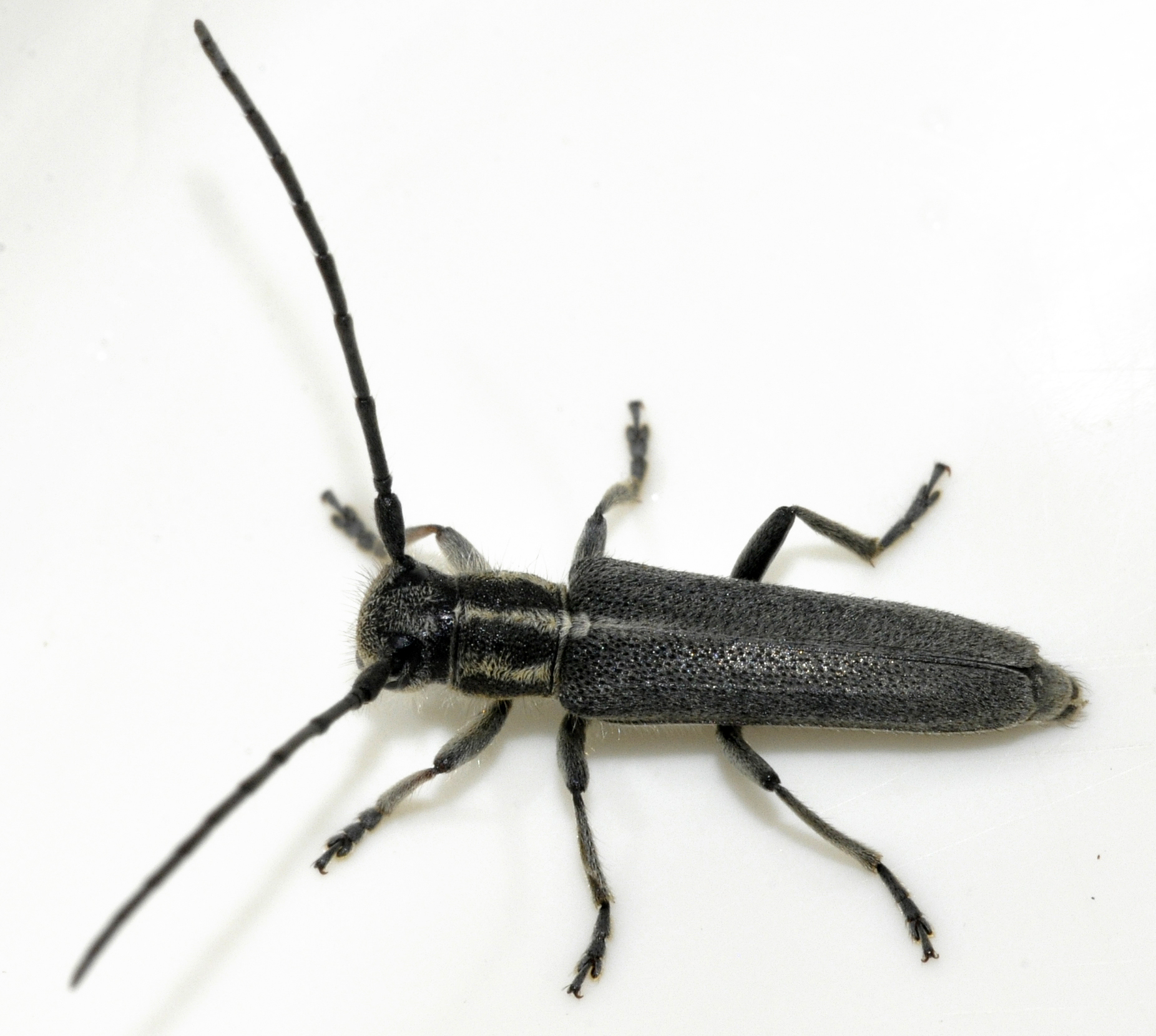
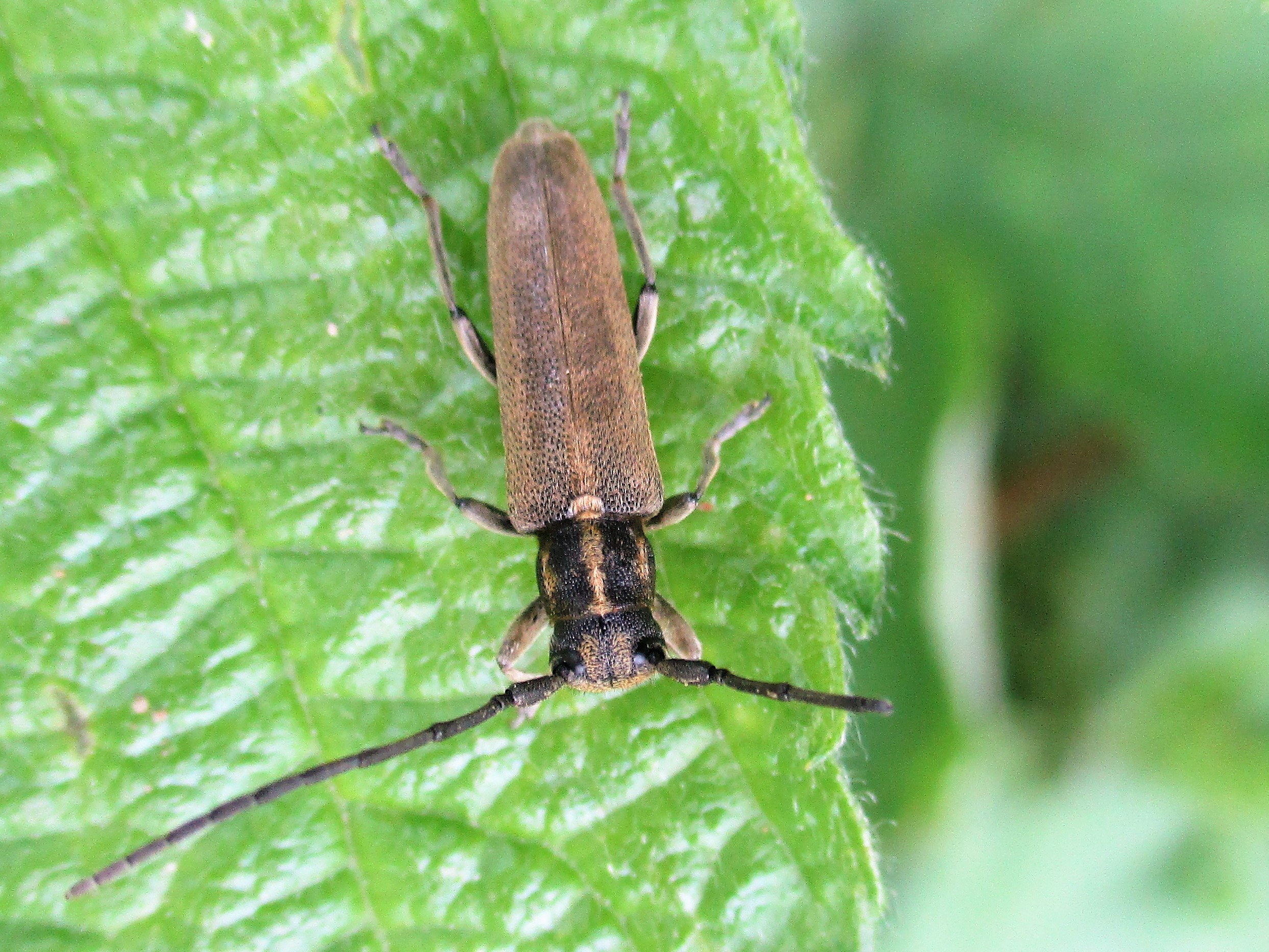
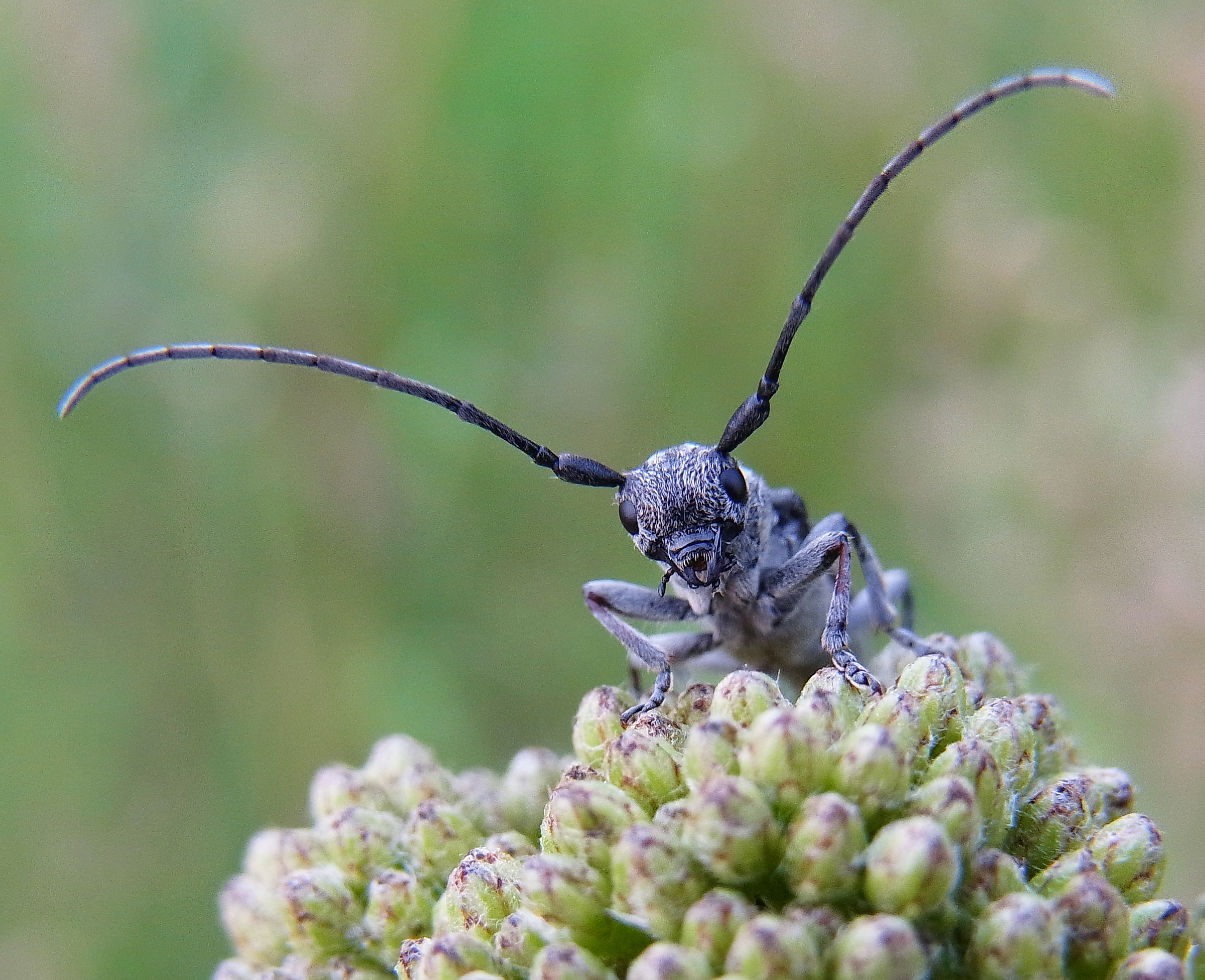

Magyarországon nem védett.